# الحرب الأهلية الروسية
الحرب الأهلية الروسية تعدّ الفصل الأخير من الثورة الروسية، تميزت بالشراسة والوحشية الشديدة خصوصا ضد المدنيين مما أدى بحياة ما يقرب من ثلاثة عشر مليون نسمة وتهجير ما يقرب من مليون نسمة هجرة شبه دائمة. استمرت تقليديا في كتابة التاريخ السوفياتي فترة 1918-1921، ولكن الحرب كمناوشات امتدت فعلا بين 1917-1923 مما جعل الموعد المحدد لها من الأمور المثيرة للجدل بين المؤرخين.
كانت بين الشيوعيين البلاشفة (الجيش الأحمر بقيادة ليون تروتسكي) ومجموعات غير متجانسة من المحافظين الديموقراطيين والشيوعيين المعتدلين والقوميين والروس البيض، كانت فرصة لتدخل العديد من القوى الداخلية والخارجية مثل: اليابان وبريطانيا وكندا وفرنسا وإيطاليا والولايات المتحدة وألمانيا وأستراليا واليونان وتشيكوسلوفاكيا مما كان له دور رئيسي في الصراع وشدته.

## الأسباب
طرح زعيم البلاشفة فلاديمير لينين عام 1914 شعار تحويل الحرب الامبريالية إلى حرب اهلية. وبعد صعود البلاشفة إلى السلطة في روسيا في أكتوبر عام 1917 ما زال هذا الشعار ملحا، إذ ان غالبية المسؤولين البلاشفة ظلوا يعولون على أن الثورة في روسيا تتحول فيما بعد إلى ثورة عالمية ورأوا في اشعال الحرب الاهلية وسيلة فعالة لذلك
والى جانب ذلك فإن المؤرخين يشيرون إلى أسباب أخرى لاندلاع الحرب الأهليّة في روسيا وبينها:
1- مقاومة الطبقات الحاكمة التي فقدت السلطة والممتلكات،
2- حل الجمعية التأسيسية (البرلمان) من قبل البلاشفة الذين شكّلوا أهلية فيها،
3- توقيع معاهدة بريست-ليتوفسك الانفصالية المهينة مع ألمانيا،
4 – إجراءات البلاشفة القمعية في الريف التي استهدفت الأغنياء من الفلاحين بغية مصادرة ما تبقى لديهم من الحبوب،
5- دور الأسرى العسكريين النمساويين والمجريين والتشيك الذين حاولوا حل مشاكلهم باستخدام القوة في روسيا
6 - تدخل دول التحالف الرباعي (بريطانيا وفرنسا والولايات المتحدة) في الشؤون الداخلية لروسيا.

## المراحل
ينقسم تاريخ الحرب الاهلية في روسيا إلى 3 مراحل رئيسية وهي:
آ - المرحلة الأولى (أكتوبر عام 1917 – نوفمبر عام 1918) التي تتصف بقيام الجيشين لدى القوتين المتعارضتين وتدخل دول التحالف الرباعي في شؤون روسيا والانتقال التدريجي من اشتباكات محدودة إلى معارك واسعة النطاق.
ب – المرحلة الثانية (نوفمبر عام 1918 – مارس عام 1920) التي وقعت فيها المعارك الرئيسية بين الحرسين الأبيض والأحمر وتقلص التدخل الأجنبي الناتج عن انتهاء الحرب العالمية الأولى وفرضت قوات الجيش الأحمر سيطرتها على الجزء الأكبر لأراضي البلاد.
ج – المرحلة الثالثة (مارس 1920 عام – أكتوبر عام 1922) التي دار الصراع المسلح الأساسي بين المعسكرين الأبيض والأحمر فيها بالمناطق البعيدة عن العاصمتين ووسط البلاد.

## الأحداث

### الجمعية التأسيسية وإطلاق النار على المتظاهرين
وقد اعتبر حل الجمعية التأسيسية وإطلاق النار على المتظاهرين دافعا قويا لتلاحم القوى المعادية للبلاشفة. ويعتقد بعض المؤرخين أن 6 يناير الأول عام 1918 هو تاريخ بدء الحرب الاهلية في روسيا.
تحولت منطقة نهر الدون في جنوب روسيا إلى قبلة للقوى المعادية للسلطة البلشفية. وأعلن القائد القوزاقي كاليدين بعدم اعترافه بشرعية الانقلاب البلشفي وبدأ في تشكيل جيش القوزاق ليدافع عن منطقة نهر الدون الحرة والاستيلاء على مدينة تساريسين (ستالينغراد فيما بعد). أما منطقة كوبان وشمال القوقاز فشهدت تشكيل وحدات متطوعين انضم إليها كل من لم يكن راض عن الحكم البلشفي من الضباط وصف الضباط. وترأس تشكيلات هذا الجيش كل من الجنرالات الروس المعروفين لافار كورنيلوف وميخائيل ألكسييف وانطون دينيكين 

### انفصال الأقاليم القومية عن روسيا
في 20 نوفمبر/تشرين الثاني عام 1917 أعلنت الرادا المركزية في أوكرانيا (البرلمان الأوكراني) انفصال أوكرانيا عن روسيا. كما أعلنت انفصالها عن روسيا الرادا البيلاروسية والمفوضية لمنطقة ما وراء القوقاز التي ضمت كلا من جورجيا وأذربيجان وأرمينيا

### معاهدة بريست الانفصالية[6]
وقعت الحكومة البلشفية في 3 مارس عام 1918 معاهدة السلام الانفصالية مع ألمانيا التي أطلق عليها معاهدة بريست. وبموجب تلك المعاهدة التزمت روسيا بالاعتراف باستقلال كل من أوكرانيا وبيلاروسيا ولتوانيا ولاتفيا واستونيا وفنلندا وتسريح الجيش والأسطول ودفع تعويض بمقدار 6 مليارات مارك ألماني وتسليم ألمانيا سفن إسطول البحر الأسود. وبعد إبرام معاهدة بريست احتل الجيش الألماني كلا من أوكرانيا وبيلاروسيا ومنطقة البلطيق.
لم تعترف دول التحالف الرباعي بمعاهدة بريست وأنزلت سريتين من مشاة البحرية البريطانيين في مدينة مورمانسك في شمال روسيا محاولة استعادة الامدادات التي أرسلها التحالف إلى روسيا للحيلولة دون وقوعها في أيدى الألمان

### الحرب في سيبيريا

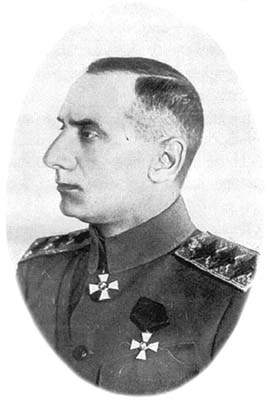
ألكسندر كولتشاك (أهم قادة الروس البيض) ورئيس روسيا المتحدة

تم تشكيل الفيلق من الأسرى التشيكوسلوفاكيين الذين أبدوا رغبتهم في مواصلة الحرب إلى جانب السلطات الروسية ضد ألمانيا. وبلغ تعداد الفيلق 40 ألف جندي كان من المقرر إرسالهم إلى الجبهة الغربية عبر سيبيريا والشرق الأقصى الروسي. لكن توقيع البلاشفة على معاهدة بريست وخروج روسيا من الحرب وإيقاف جلاء الفيلق حمل الجنود التشيكوسلوفاكيين على التمرد ضد السلطات على طول السكة الحديد الممتدة من نهر الفولغا إلى مدينة فلاديفوستوك في الشرق الأقصى. الأمر الذي أدّى إلى الإطاحة بالسلطة البلشفية في كل من سيبيريا وفي منطقة نهر الفولغا وتشكيل الحكومة السيبيرية المؤقتة التي ترأّسها الحزب الثوري الاشتراكي يوم 23 يونيو عام 1918. وتشكلت في تلك المناطق الوحدات الروسية من المتطوعين الذين ترأسها اللواء فلاديمير كابيل. وشن كابيل الهجوم على المدن التي ظلت تحت سيطرة البلاشفة.
في 7 أغسطس عام 1918 حررت قواته مدينة قازان حيث استولت على مستودعات الأسلحة والإمدادات واحتياطيات الذهب للامبراطورية الروسية. أما القوات التشيكوسلوفاكية فاحتلت بحلول شهر أغسطس عام 1918 المدن الروسية الكبرى مثل سامارا وسيزران وسيمبيرسك.
شكلت القيادة البلشفية في يونيو عام 1918 الجبهة الشرقية التي ضمت 6 جيوش، وذلك بغية إيقاف تقدم قوات البيض نحو موسكو التي انتقلت إليها آنذاك الحكومة البلشفية من (بطرسبورغ). لكن تمرد قائدها الثوري الاشتراكي مورافيوف على السلطة البلشسفية خفض من فاعلية الهجوم المضاد.
في 30 أغسطس 1918 وقعت محاولة اغتيال الزعيم البلشفي فلاديمير لينين. وقامت بهذه المحاولة فانيا كابلان اليهودية العضوة في الحزب الثوري الاشتراكي الذي شارك البلاشفة في توليهم للسلطة والذي تمرد عليه بعد أن خيّب آماله بسياسته القمعية في الريف وتوقيع معاهدة بريست. وردا على ذلك شنت التشكيلات التابعة للجان الاستثنائية الإرهاب على شتى فئات المجتمع الروسي وتم إعدام الكثير بمن فيهم رجال الدين بدون التحقيق والمحاكمة. كما أصدرت السلطات البلشفية قرارا بإعدام الإمبراطور الروسي الأخير نيقولا الثاني وأسرته في مدينة يكاترينبورغ بمنطقة الأورال
في سبتمبر عام 1918 انتقلت قوات الجبهة الشرقية البلشفية إلى الهجوم المضاد واستعادت كلا من قازان وسيمبيرسك وسامارا. الأمر الذي حمل الأميرال ألكسندر كولتشاك الذي وصل إلى مدينة أومسك بغرب سيبيريا في نوفمبر عام 1918 على حل الحكومة السيبيرية المؤقتة وإعلان نفسه حاكما لروسيا. وأثار انقلاب كولتشاك استياء الثوار الاشتراكيين الذين أعلنوه عدوا أسوأ من لينين. ولعبت مقاومة الحزب الثوري الاشتراكي للإميرال كولتشاك دورا كبيرا في هزيمة الحركة البيضاء في منطقتي الأأورال وسيبيريا. وبالرغم من أن قوات كولتشاك استطاعت شن الهجوم الجديد على قوات الحمر في ربيع عام 1919 واحتلت منطقة الأورال واقتربت من نهر الفولغا ومنيت حركته بالهزيمة لأن قواته لم تلق تأييدا بين الفلاحين في سيبيريا والأورال والفولغا لإجرائها حملات قمعية ردا على الإرهاب البلشفي. أما كولتشاك نفسه فقد خانته قواته وقوات الفيلق التشيكوسلوفاكي مما أدّى إلى إعدامه على أيدي البلاشفة في مدينة إيركوتسك بسيبيريا الشرقية في مطلع عام 1920.

### المعارك في جنوب روسيا

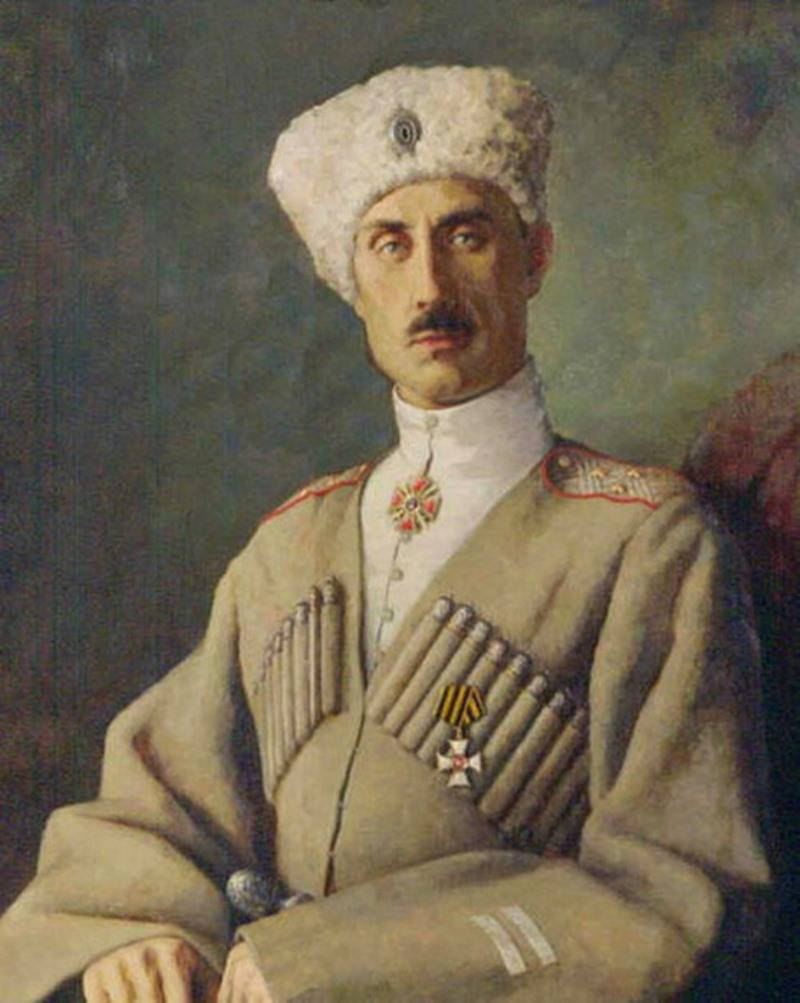
فرانغل (البارون الأسود أخر قادة الروس البيض في الجزء الاوربي من روسيا)

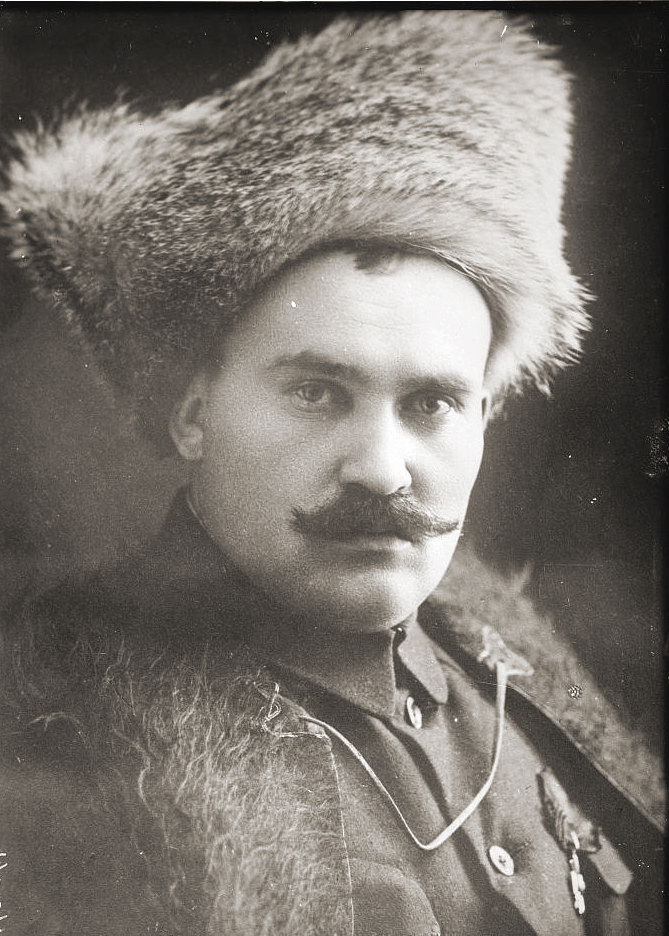
سيمينوف (أخر قادة الروس البيض)

في أغسطس – سبتمر عام 1918 انتقل جيش الدون القوزاقي بقيادة كراسنوف إلى الهجوم ضد القوات الحمراء وتقدت نحو مدينتي تساريسين (ستالينغراد فيما بعد) وفورونيج. أما الجيش المتطوع بقيادة الجنرال كورنيلوف والجنرال دينيكين فقد قام بتحرير القوقاز الشمالي من البلاشفة.
في 8 يناير عام 1919 تولّى الجنرال إنطون دينيكين قيادة جيش المتطوعين وقمع مقاومة البلاشفة في القوقاز الشمالي وأخضع جيش الجنرال كراسنوف الموالي للالمان للجيش المتطوع. وتمكّن دينيكين من تلقّي معونات كبيرة من دول التحالف الرباعي. واعترف دينيكين بكون الأميرال كولتشاك حاكما لدولة روسيا وقائدا عاما للقوات المسلحة الروسية
في صيف عام 1919 انتقل مركز الصراع المسلح إلى جنوب روسيا حيث دحر جيش المتطوعين قوات الحرس الأحمر وحررت من البلاشفة مدن تساريتسين وخاركوف ويكاترينوسلافل ومنطقة القرم. وشهدت بعض المناطق الريفية في مؤخرة الجيش الأحمر انتفاضات شعبية. وبلغ تعداد جيش دينيكين 100 ألف فرد. فأصدر دينيكين في جيشه إرشادات مفادها التوجه نحو موسكو والإطاحة بالحكم البلشفي في أسرع وقت.
لكن البلاشفة اعلنوا التعبيئة العامة وتمكنوا من تجنيد 180 ألف جندي في في الجبهة الجنوبية، مما أدّى إلى تباطؤ وتائر هجوم قوات دينيكين. وشهد شهر سبتمبر نجاحات كبرى للجيش الأبيض الذي استولى على كييف وفورونيج واوريول وكورسك وصار يهدد مدينة تولا بصفتها ترسانة رئيسية للبلاشفة. وبلغ الصراع المسلح بين الحمر والبيض ذروته في منتصف أكتوبر عام 1919 حين انتقل الجيش الأحمر إلى الهجوم المضاد على طول الجبهة الجنوبية بعد دعمه بقوات قادمة من الجبهة الشرقية المحاربة لكولتشاك. ولعب جيش الخيالة الأول بقيادة سيميون بوديونيه دورا كبير في حسم هذه المعارك.
وفي شتاء عام 1920 تمكن الجيش الأحمر من الاستيلاء على مدينتي كييف وخاركوف ومنطقة دونباس الصناعية في أوكرانيا، الأمر الذي ساعد في انتقال المبادرة الإستراتيجية بالحرب من أيدي البيض إلى الحمر.
في أبريل مني الجيش الأبيض بهزيمة في منطقة كوبان واضطرت قواته إلى الجلاء إلى شبه جزيرة القرم. أما الجنرال انطون دينيكين الذي كان عليه بعد اعدام كولتشاك على أيدي البلاشفة أن يتولّى قيادة القوات البيضاء في روسيا فسلم القيادة إلى الجنرال فرانغل وغادر روسيا متوجها إلى بريطانيا عن طريق القسطنطية (إسطنبول).

### هجوم يودينيش على سانت بطرسبورغ

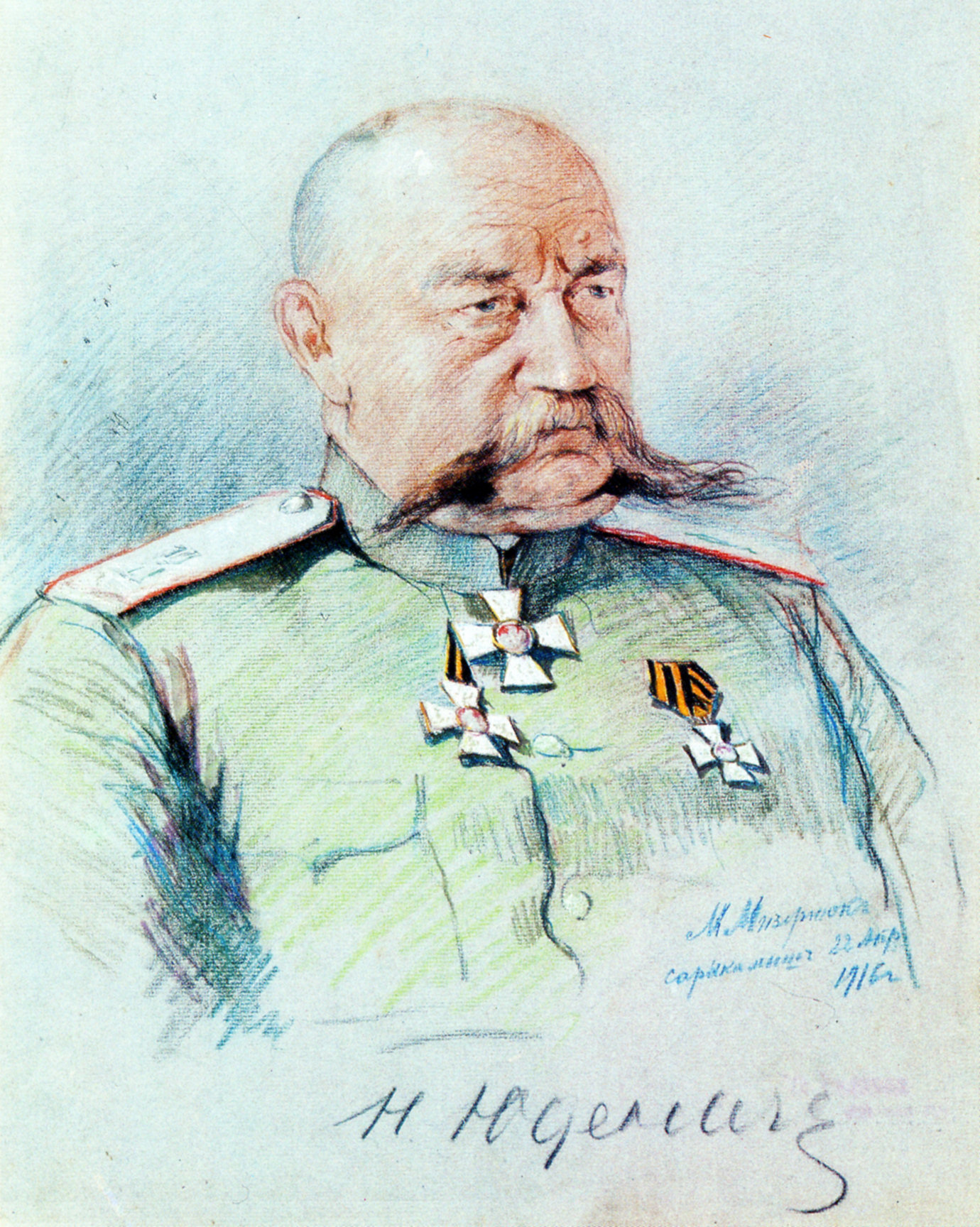
يودينيش (أحد قادة الروس البيض) هاجم سانت بطرسبورج مرتين

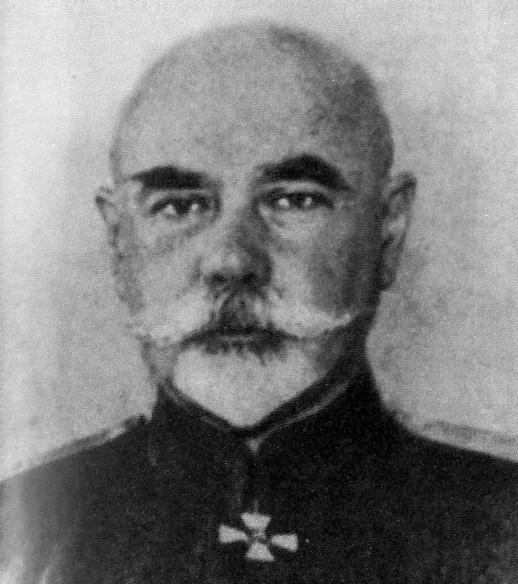
الجنرال انطون دينكين (واحد من أهم قادة الروس البيض) خليفة كولتشاك الذي سلم القيادة لفارنغل

شهدت فنلندا قبل منتصف عام 1919 تشكيل وحدات معادية للبلاشفة. وقام الجنرال الروسي نيقولاي يودينيش بتنسيق هذه الجهود بغية تشكيل الجبهة الشمالية الغربية في شمال غرب روسيا. أما حكومات إستونيا ولاتفيا ولتوانيا التي لم تسيطر قبل ذلك إلا على أراضي قليلة فقامت بإعادة تنظيم جيوشها وانتقلت إلى العمليات الهجومية بدعم من القوات والروسية والألمانية.
في 10 يونيو أعلن الكسندر كولتشاك يودينيش قائدا للقوات الروسية البرية والبحرية في الجبهة الشمالية الغربية.
في 11 أغسطس تم تشكيل حكومة الإقليم الغربي الشمالي الروسي التي اعترفت باستقلال إستونيا وذلك بالضغط من بريطانيا وبدأت المباحثات في هذا الشأن مع فنلندا. حاول يودينيش الاستيلاء على سانت بطرسبرغ مرتين.
وحلّت المحاولة الأولى في ربيع عام 1919 حين أجبرت قواته الجيش الأحمر على الانسحاب ووصلت إلى مشارف بطرسبورج. لكن قيادة الجيش الأحمر نقلت احتياطيات إلى ضواحي بطرسبورج بحيث يبلغ تعداد قواتهم 40 ألف جندي ودفعت وحدات الجيش الشمالي الغربي إلى ما وراء نهر لوغا واستعادت مدينة بسكوف.
في خريف عام 1919 جرى الهجوم الثاني لجيش يودينيش الذي تمكن من اختراق دفاعات الجيش الأحمر والوصول إلى ضواحي بطرسبورج. لكن خيانة قيادة القوات الاستونية التي باشرت بالمباحثات الانفصالية مع البلاشفة حول الإعتراف باستقلال استونيا حالت دون تحرير بطرسبورج من البلاشفة.
يجدر الذكر أن معظم القادة البيض اتخذوا موقفا حاسما لا يتزعزع من انقسام روسيا والحركات الانفصالية، الأمر الذي قطعهم عن دعم الحركات القومية ووحداتها المسلحة.

### الحرب السوفيتية البولونية

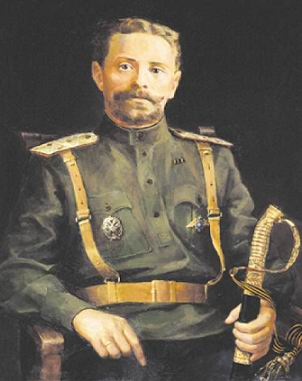
فلاديمير كايبل قائد قوات المتطوعين من الروس البيض في سيبريا

في 25 أبريل عام 1920 اجتاز الجيش البولوني المزود بالأسلحة الفرنسية والمدعوم من قبل فرنسا سياسيا حدود أوكرانيا السوفيتية واحتلت بحلول 6 مايو/أيار عاصمتها مدينة كييف. وكان رئيس بولندا المارشال بيلسودسكي يخطط لإنشاء دولة بولونية كبرى من بحر البلطيق حتى البحر الأسود تضم كلا من بولندا وأوكرانيا وبيلاروسيا وليتوانيا. لكن الهجوم المضاد الناجح للجيش الأحمر تحت قيادة الكسندر يغوروف حال دون وقوع ذلك. وأُجبرت قوات الجبهة الغربية الجنوبية السوفيتية في 26 مايو القوات البولونية على الانسحاب فوصلت إلى حدود بولندا.
تحمست القيادة البلشفية ومن ضمنهم لينين بهذه الانتصارات وقرروا توجيه الجيش الأحمر إلى قلب بولندا معولين على إشعال انتفاضة العمال البولنديين وإعلان الجمهورية البولونية السوفيتية.
وقال لينين حينذاك أن "مصير الثورة العالمية يقرر في الغرب وأن الطريق إلى الحريق العالمي يمر عبر بولندا. حذر تروتسكي رئيس المجلس العسكري الثوري (وزير الحربية) آنذاك لينين من خطورة احتلال بولندا. إلا أن لينين أصدر أمرا باحتلال وارسو. لكن الخيالة السوفيتية المستنزف قواها لم تتحمل مسيرا طوله 650 كيلو متر. وانتهت الحملة البولونية بكارثة أسفرت عن أسر 120 ألف جندي سوفيتي. وتعدّ هذه الهزيمة من أكثر الهزائم المأساوية التي مُني بها الجيش الأحمر في الحرب الأهلية.
في الأول من أكتوبر وقع الجانبان اتفاقية الهدنة. وعقدا وفي مارس عام 1921 معاهدة السلام التي ضمت بولندا بموجبها قسما من أراضي أوكرانيا وبيلاروسيا يقطنها 10 ملايين من السكان.
وبالرغم من توقيع معاهدة السلام فإن العلاقات بين الجانبين ما زالت متوترة على امتداد العقدين، الأمر الذي أدّى في نهاية المطاف إلى توقيعاتفاقية مولوتوف - ريبينتروب عام 1939 وتقسيم بولندا 

### شبه جزيرة القرم آخر جيب للمقاومة البيضاء في أوروبا الروسية

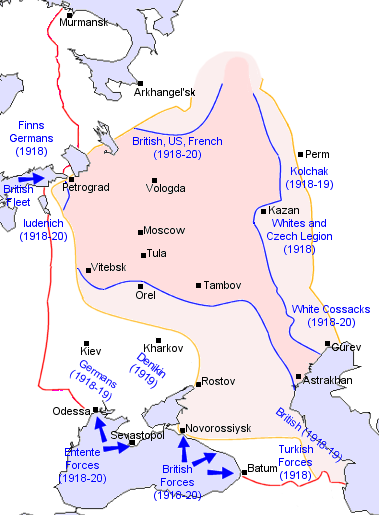
الحرب الاهلية الروسية في الجزء الاروبي من روسيا

انتقل البارون بيوتر فرانغل إلى خوض العمليات الحربية النشيطة ضد البلاشفة إبان الحرب مع بولندا. وتمكّن الجنرال من تحويل وحدات دينيكين المتفرقة إلى جيش منظم وذلك باتخاذه إجراءات صارمة بما فيها الإعدام إزاء الضباط والجنود المتهمين بالخيانة.
في 14 أغسطس عام 1920 قامت وحدات بقيادة الجنرال أولاغاي بالإنزال على ساحل منطقة كوبان بهدف الانضمام إلى وحدات القوزاق المتمردين على الحكم البلشفي، لكن محاولة تحرير مدينة يكاتريندار من القوات البلشفية باءت بالفشل واضطرت وحدات الجيش الأبيض والقوزاق إلى العودة إلى القرم.
عوّل فرانغل الذي حاصرت القوات البلسشفية جيشه في القرم على الالتحاق بالجيش البولوني المهاجم. لذلك اخترق جيشه طوق الحصار وتوجه نحو الشمال وتمكن من الاسيلاء على بعض المناطق في إقليم دونباس الصناعي في أوكرانيا الشرقية. لكن البولونديين وقعوا اتفاقية الهدنة مع البلاشفة، ووجد الجيش الأبيض نفسه محكوما بالفشل. فانسحبت قوات فرانغل إلى داخل شبه جزيرة القرم.
قام الجيش الأحمر بقيادة ميخائيل فرونزيه بحشد 190 ألف جندي على حدود جزيرة القرم. واقترح فرونزيه على البارون فرانغل بالاستسلام وضمان الحياة لكل من يسلم نفسه إلى الجيش الأحمر للحيلولة دون اسالة الدماء الروسية، لكن فرانغل رفض هذا الاقتراح.
بالرغم من التفوق العددي الكبير لم يستطع الجيش الأحمر اختراق دفاعات الجيش الأبيض إلا في 11 نوفمبر عام 1920 بمساعدة من جيش نيستور ماخنو الفلاحي (الجيش الأسود) وانسحب الجيش الأبيض إلى ساحل القرم الجنوبي حيث بدأ جلاء قوات البيض الذي استمر 3 أيام، وذلك بواسطة 126 باخرة توجهت نحو القسطنطينية (إسطنبول) التركية وعلى ظهرها 150 ألف مهاجر روسي

### انتفاضات في روسيا
انتهت المقاومة المنظمة لسلطة البلاشفة في جنوب روسيا بسقوط القرم. وبدأت ديكتاتورية البروليتاريا منذ ذلك الحين في قمع انتفاضات الفلاحين التي عمّت روسيا كلها احتجاجا على مصادرة حبوب وممتلكات الفلاحين. ومن أعظم تلك الانتفاضات انتفاضة الفلاحين في مقاطعة تامبوف بقيادة انتونوف التي استخدمت القوات البلشفية لقمعها شتى الوسائل بما فيها الغازات السامة. كما يجدر ذكر انتفاضة البحارة العسكريين في مدينة كرونشتادت الواقعة في ضاحية بتروغراد في مارس عام 1921 وطرح البحارة المتمردون شعار "مجالس سوفيت دون البلاشفة". وقمع المفوضون البلاشفة ووحدات اللجان الاستثنائية" تلك الانتفاضة بقسوة بالغة مغرقين البحارة بدمائهم

### جيوب أخيرة للمقاومة في الشرق الأقصى الروسي
أوقف البلاشفة تقدم قواتهم نحو الشرق في مطلع عام 1920 خشية نشاط القوات اليابانية وقرروا إنشاء جمهورية موالية لهم في الشرق الأقصى أطلق عليها جمهورية الشرق الأقصى. وامتدت أراضي تلك الجمهورية من جزيرة بايكال حتى مدينة فلاديفوستوك الواقعة على ساحل المحيط الهادي.
في 26 مايو عام 1921 انتقل الحكم في الجمهورية إلى أيدي الحركة البيضاء التي قامت بالانقلاب على الحكومة الموالية للبلاشفة بدعم من القوات اليابانية المرابطة في فلاديفوستوك. وانتقل الجيش الأبيض إلى الهجوم في اتجاه الغرب وتحرر في 22 ديسمبر مدينةخاباروفسك من البلاشفة.
في 5 فبراير عام 1922 انتقل الجيش الأحمر بقيادة فاسيلي بلوخير إلى هجوم مضاد واستولت على خاباروفسك في 14 فبراير.
واستمرت الحرب في الشرق الأقصى حتى يوم 25 أكتوبر عام 1921 حين دخل الجيش الأحمر وقوات الأنصار مدينة فلاديفوستوك وتم توقيع اتفاقية انسحاب القوات اليابانية من روسيا. ويعتبر يوم 25 أكتوبر عام 1922 يوم انتهاء الحرب الاهلية في روسيا.

## الدعاية خلال الحرب الأهلية الروسية
تميزت الحرب الأهلية الروسية بالتنوع في الدعاية بين الأطراف المشاركة في الحرب وذلك لجذب مزيد من المتطوعين للانضمام إلى أي طرف أو لدفع اليأس والأحباط إلى معنويات جنود الخصوم
و في تلك الفترة كانت للصور مكانة خاصة في نفوس الشعب الروسي لنشأة الروس على الأيقونات الدينية الموجودة في كل الكنائس وإلى جانب أن الصور كانت تصل بالرسالة إلى أغلبية الشعب من الفلاحين والعمال سواء كان من المتعلمين أو من الأُميين إلى جانب ضعف أي من الوسائل الإعلامية الأخرى سواء كانت من سينما مبتدئه أو من صحف ضعيفة التوزيع
و تميزت الدعاية بالألوان الباهرة والرجوع للخلفيات الدينية حتى بالنسبة للشيوعيين البلاشفة الذين لجئوا الي ما يماثل صور الايقونات الدينية
تميزت الدعاية البلشفية بقوة التعبير ووضوح المبادئ التي تنادي بها وكان لها الدور الأمثل في جذب أعداد هائلة من المتطوعين الروس من العمال والفلاحين إلى صفوف البلاشفة

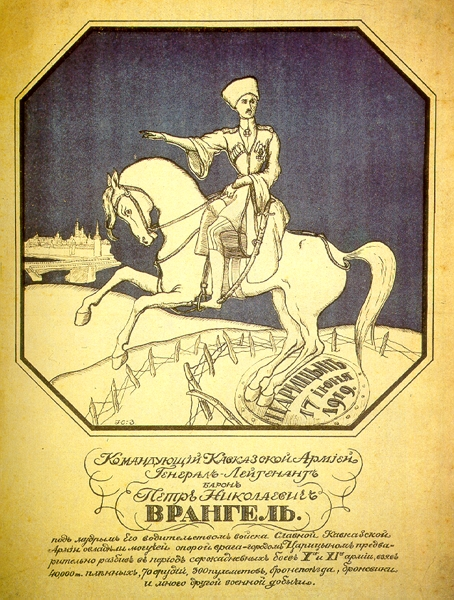
الدعاية للبيض في منطقة شبه جزيرة القرم حيث يسيطر فرانغل
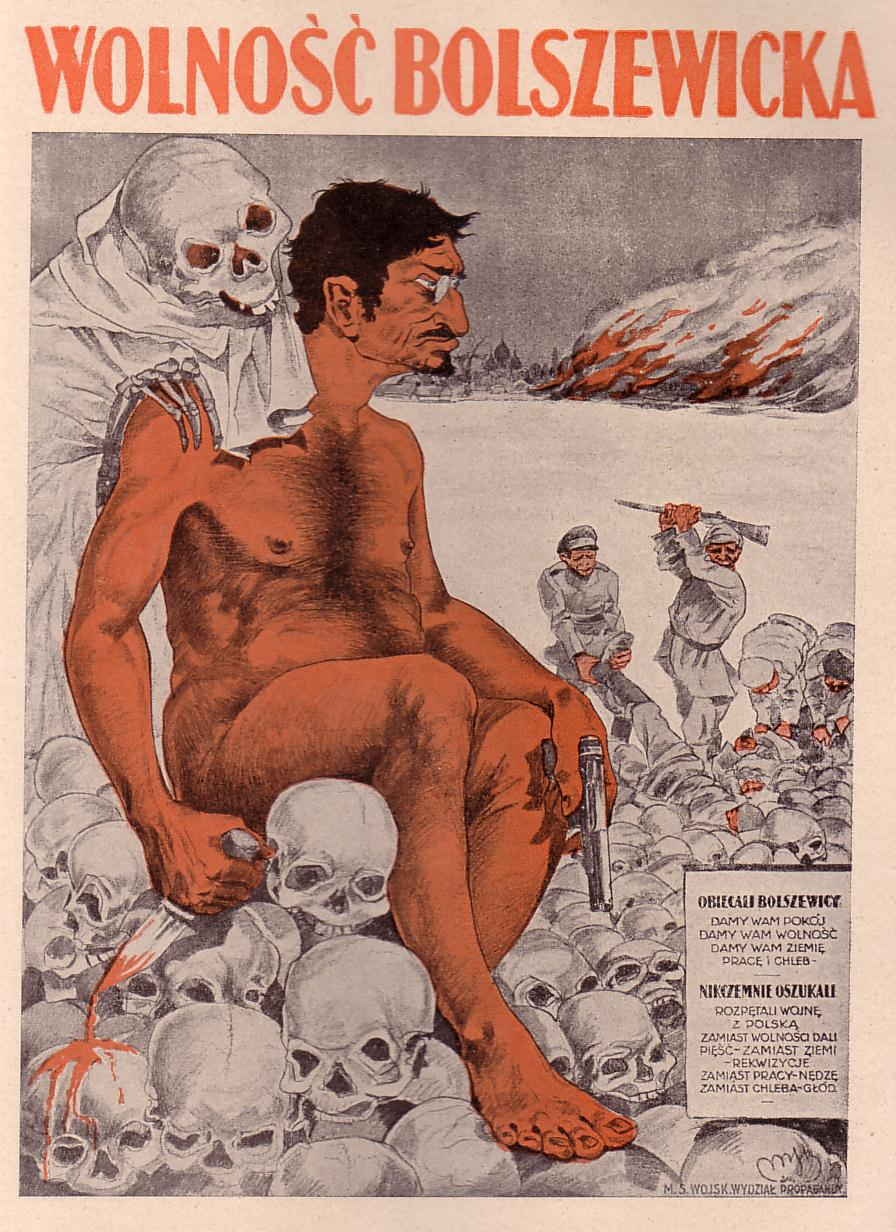
الدعاية المضادة من البولنديين للدعاية البلشفية حيث تروتسكي يبني مجده على دماء الشعب
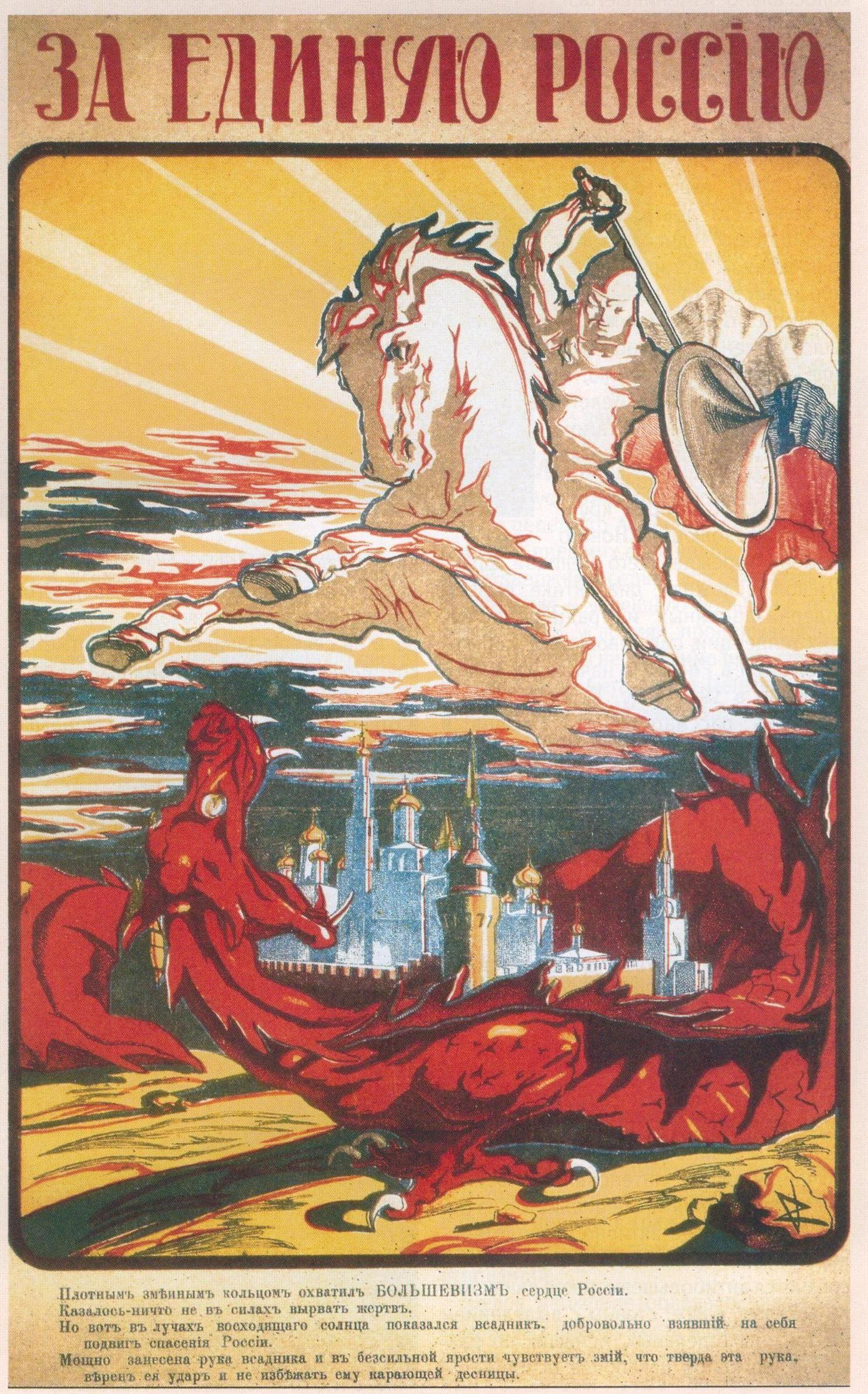
الدعاية للروس البيض حيث الفارس الأبيض يقاتل التنين الأحمر ممثلا للشيوعية دفاعا عن الصليب
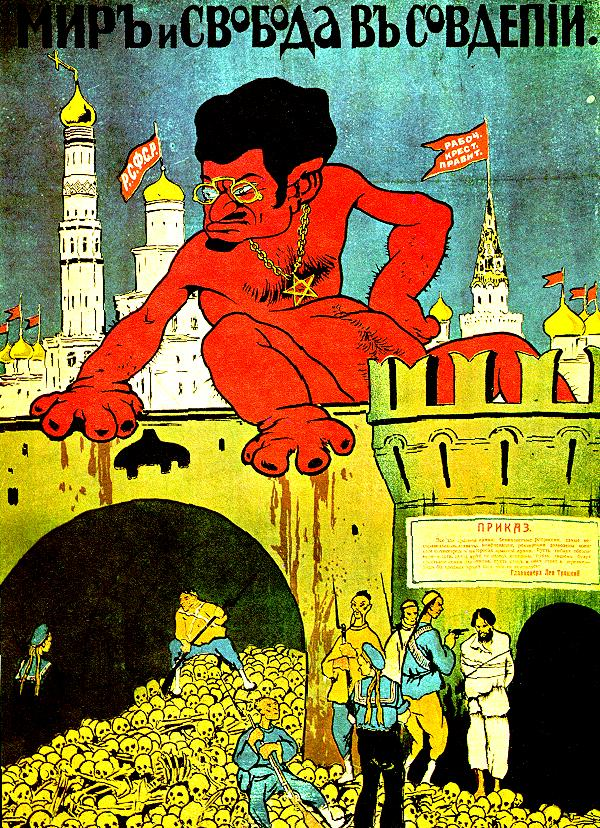
الدعاية الروسية البيضاء ضد البلشفية حيث تصور تروتسكي كالشيطان يسيطر على روسيا
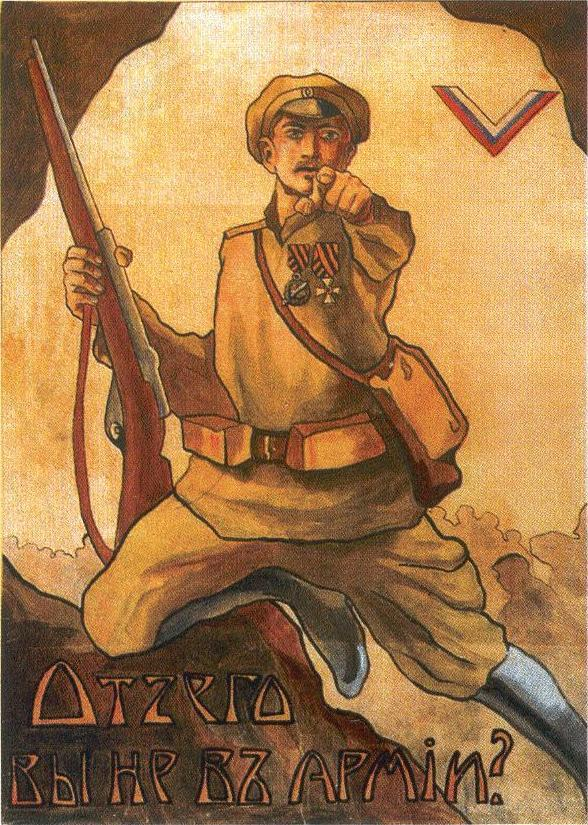
دعاية الروس البيض حيث يهيب بالشعب تلبية نداء الواجب ونجدة روسيا من البلاشفة
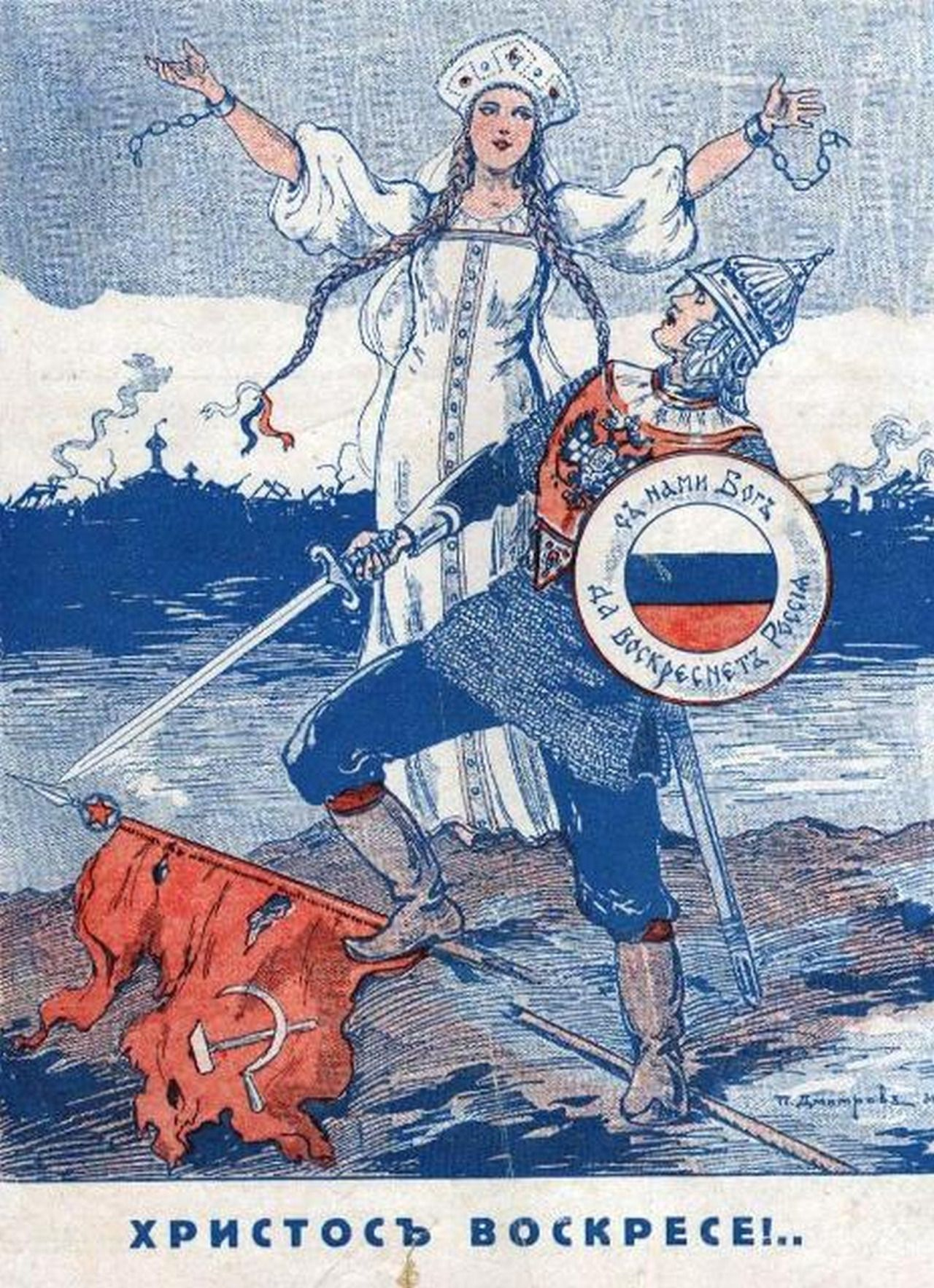
دعاية الروس البيض حيث تستنجد روسيا بالفارس الامبراطوري لإنقاذها من البلاشفة
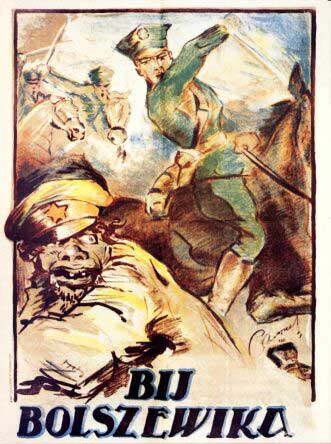
الدعاية البولندية احتفالا بالنصر علي البلاشفة
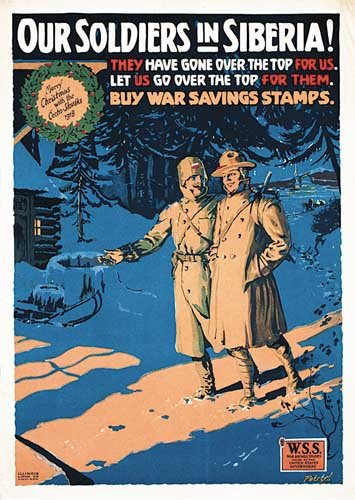
الدعاية الأمريكية لدعم التدخل في سيبريا
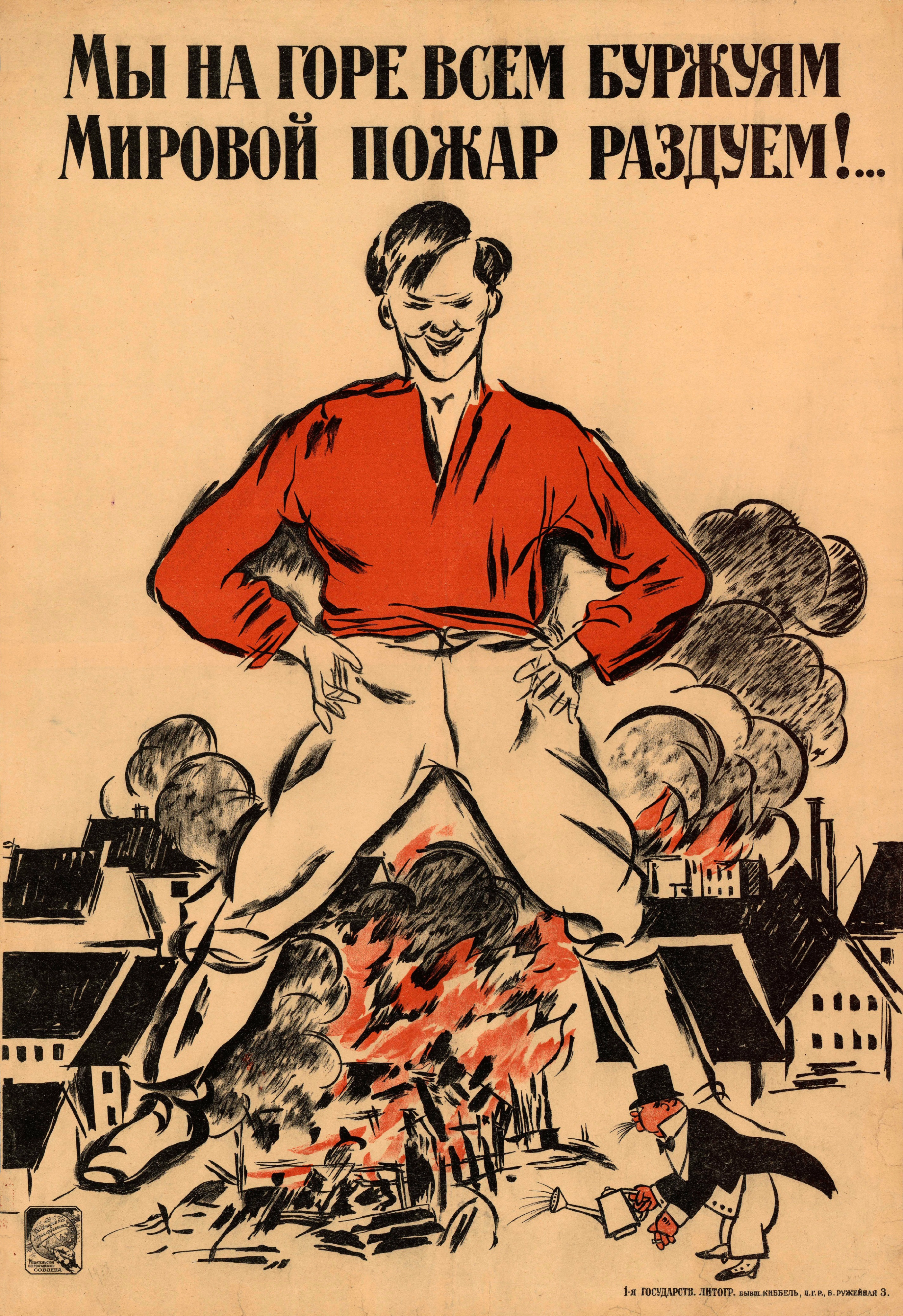
الدعاية البلشفية تقول أن نهاية الحرب ستكون بسيطرة البوليتاريا الحمراء على البرجوازيين من الروس البيض
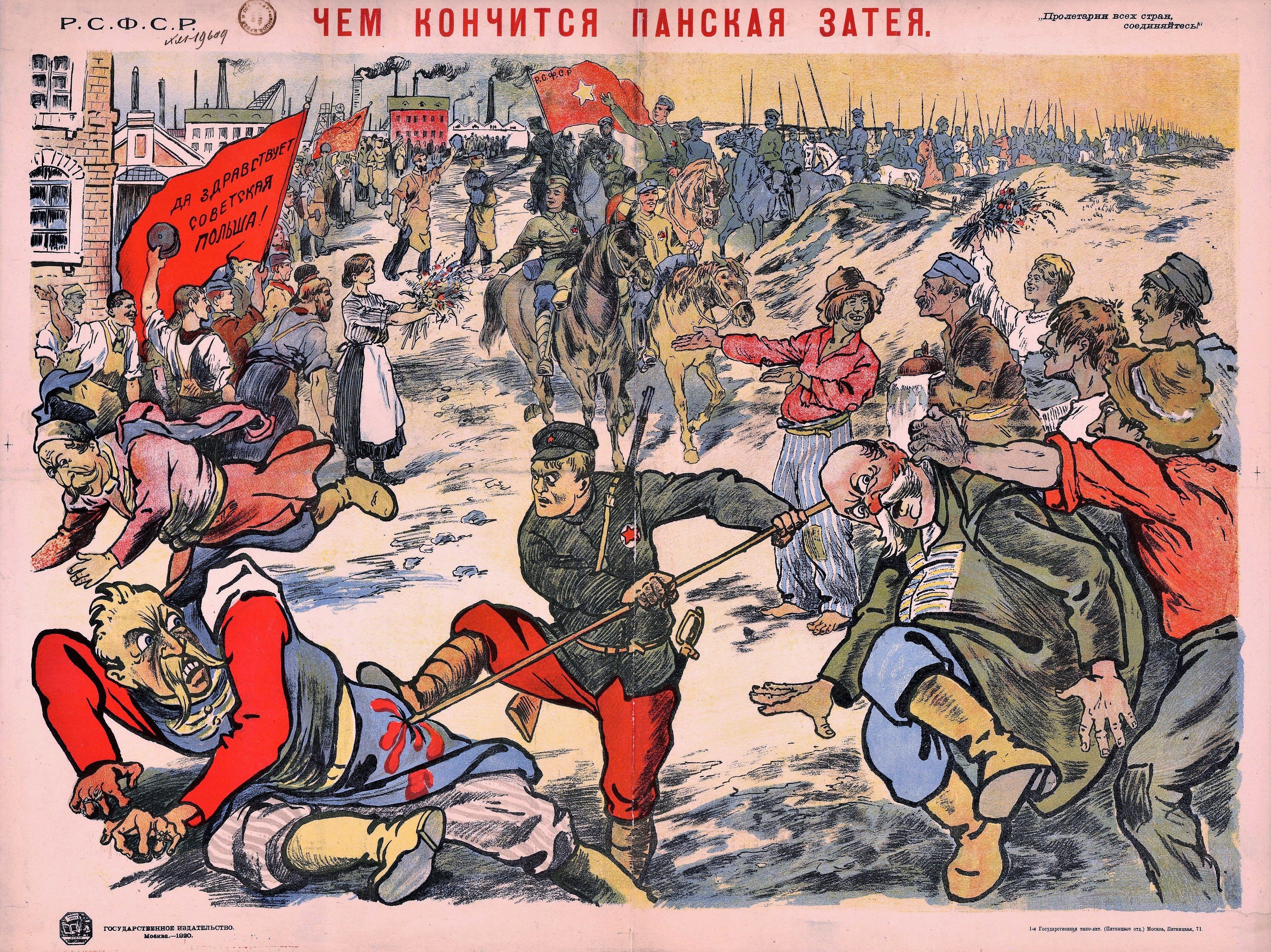
الدعاية البلشفية أثناء الحرب البولندية

## النتائج
- كانت نتائج الحرب الأهلية خطيرة. حيث كانت روسيا في حالة حرب لمدة سبع سنوات، وخلال ذلك فقد حوالي 2,000,000 من شعبها حياتهم. وكانت الحرب الأهلية التي توفي فيها 1,500,000، بما في ذلك ما لا يقل عن 1,000,000 جنود في الجيش الأحمر الروسي وأكثر من 500,000 جندي الأبيض الذين لقوا حتفهم في المعركة. وحده سيميونوف قُتل حوالي 100000 من الرجال والنساء والأطفال في المناطق التي كان له فيها السلطة. وتم خلال الإرهاب الأحمر، ومن خلال قوات الشيكا تم تنفيذ ما يُقدّر بحوالي 250,000 من الإعدام بلا محاكمة ل «أعداء الشعب».[15][19]
- حوالي 300,000 إلى 500,000 من القوزاق قتلوا أو رحلوا من موطنهم، التي يبلغ عدد سكانها نحو ثلاثة ملايين.
- ما يقدر بحوالي 100,000 يهودي قتلوا في أوكرانيا، ومعظمها من قبل الجيش الأبيض. الأجهزة العقابية في حكومة كلوتشاك قتلت 25,000 شخص في مقاطعة إيكاترينبرغ وحدها.[20][21][22]
- في نهاية الحرب الأهلية، وكانت كل قوى روسيا السوفيتية قد استنفدت وظهرت سحب الخراب القريب. كان الجفاف منتشرا عام 1920 و 1921، فضلا عن المجاعة 1921 تجعل الأمور أكثر من كارثية.
- بالإضافة إلى ذلك المرض الذي وصل إلى أبعاد الوباء، حيث كان حوالي 3,000,000 شخص يموتون من التيفود وحده في عام 1920.
- قُتل الملايين من المجاعة، والمذابح التي وقعت بالجملة من كلا الجانبين، والمذابح ضد اليهود في أوكرانيا وجنوب روسيا. قبل 1922 كان هناك ما لا يقل عن 7,000,000 أطفال الشوارع في روسيا نتيجة لعقد من الزمن تقريبا من الدمار الذي خلّفته الحرب العالمية الأولى والحرب الأهلية.[23]
- كان حوالي 2000000 من الروس البيض مهاجرين، حيث فرَّ من روسيا مع فارغنل، من خلال بعض دول الشرق الأقصى، والبعض الآخر فرَّ إلى الغرب حيث دول البلطيق المستقلة حديثا. وشملت هذه الهجرة جزءا كبيرا من السكان المتعلمين والمهرة من روسيا.
- دُمِّر الاقتصاد الروسي تماما خلال الحرب، حيث دمرت المصانع والجسور، ونهبت الماشية والمواد الخام، والمناجم اجتاحتها الفيضانات، وتلفت الآلات. ووصلت قيمة الإنتاج الصناعي إلى 7/ 1 من قيمة 1913، والزراعة، إلى الثلث. ووفقا ل برافدا «أن العاملين في المدن وبعض القرى المكتظة بالسكان يعانون من الجوع، والسكك الحديدية بالكاد تزحف، والبيوت متداعية. والبلدات منهكة بالكامل نتيجة الموت والصناعة الميتة والأوبئة المدمرة انتشار».
- تشير التقديرات إلى أن مجموع الناتج من المناجم والمصانع في عام 1921 قد انخفضت إلى 20 % من مستوى ما قبل الحرب العالمية، والعديد من العناصر الأساسية، قد شهدت انخفاضا بشكل جذري. على سبيل المثال، انخفض إنتاج القطن إلى 5 %، والحديد إلى 2% من مستويات ما قبل الحرب.
- سياسة الشيوعية الحربية أنقذت الحكومة السوفياتية خلال الحرب الأهلية، ولكن جزءا كبيرا من الاقتصاد الروسي قد وصل إلى طريق مسدود. الفلاحين وردت على طلبات الشراء بالرفض. قبل عام 1921، تقلصت مساحة الأراضي المزروعة إلى 62 % من مساحة ما قبل الحرب، وكان حصاد المحصول فقط حوالي 37 %. وانخفض عدد الخيول من 35 مليون في 1916 إلى 24000000 في عام 1920، والماشية من 58 إلى مليون. انخفض سعر الصرف للعملة مقابل الدولار من 2 روبل == 1 دولار أمريكي في عام 1914 إلى 1,200 روبل == دولار أمريكي في عام 1920.
- مع نهاية الحرب، الحزب الشيوعي لم يعد يواجه تهديدا حادا، ومع ذلك، فإن التهديد من تدخل آخر من القوى الاجنبية، بالإضافة إلى فشل الثورات الاشتراكية في البلدان الأخرى، وأبرزها الثورة الألمانية، ساهمت في استمرار عسكرة المجتمع السوفياتي مما اعتُبر كقوة دافعة لتقدم البلاد التي شهدت طفرة اقتصادية كبيرة خلال ثلاثنيات القرن العشرين[14][15]